# Communauté de communes du Val de Voise
La Communauté de communes du Val de Voise est une ancienne communauté de communes française, située dans le département d'Eure-et-Loir et la région Centre-Val de Loire. En 2017, elle a fusionné avec 4 autres communautés de communes pour devenir la communauté de communes des Portes Euréliennes d’Île-de-France, dont le siège est situé à Épernon.

## Historique
La communauté de communes du Val de Voise a été créée le 20 décembre 2004.

## Composition
La structure regroupe six communes au 1er janvier 2016, Bleury-Saint-Symphorien ayant fusionné avec Auneau dans la commune nouvelle Auneau-Bleury-Saint-Symphorien.
| Nom                            | Code Insee | Gentilé        | Superficie (km2) | Population (dernière pop. légale) | Densité (hab./km2) |
| ------------------------------ | ---------- | -------------- | ---------------- | --------------------------------- | ------------------ |
| Gallardon (siège)              | 28168      | Gallardonnais  | 11,27            | 3 591 (2014)                      | 319                |
| Auneau-Bleury-Saint-Symphorien | 28015      |                | 34,29            | 5 543 (2014)                      | 162                |
| Bailleau-Armenonville          | 28023      | Baillarmois    | 17,46            | 1 438 (2014)                      | 82                 |
| Champseru                      | 28073      | Camposérusiens | 14,99            | 300 (2014)                        | 20                 |
| Écrosnes                       | 28137      | Écrosniens     | 23,27            | 862 (2014)                        | 37                 |
| Ymeray                         | 28425      | Ismériens      | 6,85             | 628 (2014)                        | 92                 |

## Organisation

### Conseil communautaire
Le conseil communautaire compte 28 sièges répartis en fonction du nombre d'habitants de chaque commune.

### Liste des présidents
Le président de la communauté de communes est élu par le conseil communautaire.
| Période                                  | Période       | Identité         | Étiquette | Qualité                          |
| ---------------------------------------- | ------------- | ---------------- | --------- | -------------------------------- |
| ?                                        | avril 2014    | Jocelyne Petit   |           | maire d'Ymeray                   |
| avril 2014                               | décembre 2015 | Stéphane Lemoine |           | maire de Bleury-Saint-Symphorien |
| Les données manquantes sont à compléter. |               |                  |           |                                  |

### Siège
Grande rue, 28320 Gallardon.

## Compétences
Nombre total de compétences exercées : 23.
- Aménagement de l'espace
  - Aménagement rural (à titre facultatif)
  - Constitution de réserves foncières (à titre obligatoire)
- Développement et aménagement économique - Création, aménagement, entretien et gestion de zone d'activités industrielle, commerciale, tertiaire, artisanale ou touristique (à titre obligatoire)
- Développement et aménagement social et culturel
  - Activités périscolaires (à titre facultatif)
  - Construction ou aménagement, entretien, gestion d'équipements ou d'établissements culturels, socioculturels, socioéducatifs, sportifs (à titre optionnel)
- Environnement
  - Assainissement non collectif (à titre facultatif)
  - Collecte et traitement des déchets des ménages et déchets assimilés (à titre optionnel)
  - Protection et mise en valeur de l'environnement (à titre optionnel)